# باشگاه فوتبال موش کاساغ
باشگاه فوتبال موش کاساغ (ارمنی: Ֆուտբոլային Ակումբ Մուշ Քասաղ؛ انگلیسی: FC Moush Kasagh) یک باشگاه فوتبال در روستای کاساخ و در استان کوتایک کشور ارمنستان می‌باشد که در لیگ برتر فوتبال ارمنستان بازی می‌کند. زمین خانگی این باشگاه ورزشگاه کاساخ بود.

## تاریخچه
این باشگاه در سال ۱۹۹۸ میلادی تأسیس شد. این باشگاه در سال ۲۰۰۰ میلادی منحل شد و در حال حاضر در سطح فوتبال حرفه‌ای فعالیتی ندارد.

## آمار لیگ
| ارمنستان (۱۹۹۲ – ۱۹۹۹) |                              |     |      |     |       |      |        |          |     |        |      |
| فصل                    | دسته                         | سطح | بازی | برد | تساوی | باخت | گل زده | گل خورده | +/- | امتیاز | مکان |
| ۱۹۹۸                   | لیگ دسته اول                 | ۴   | ۲۴   | ۱۳  | ۳     | ۸    | ۳۹     | ۲۹       | ۱۰  | ۴۲     | 4.   |
| ۱۹۹۹                   | لیگ دسته اول فوتبال ارمنستان | ۹   | ۲۲   | ۱۶  | ۱     | ۲    | ۱۳     | ۶        | ۴۲  | ۵      | 2.   |
| ۲۰۰۰                   | لیگ دسته اول فوتبال ارمنستان |     |      |     |       |      |        |          |     |        | 2.   |